# José Solchaga
José Solchaga Zala est un général de division espagnol.

## Biographie
Il est officier professionnel de l'armée espagnole. En 1936, il rejoint le coup d'état contre le gouvernement républicain. Il dirige les troupes navarrais dans la campagne contre le Guipuscoa. Le 5 août 1936, ses troupes occupent Irun, coupant la zone républicaine dans le Nord avec la frontière française. 
Il est promu général et mène les troupes nationalistes durant la campagne de Biscaye. En août il mène les brigades navarraises durant bataille de Santander et en septembre de 1937 il est commandant nationaliste durant la campagne du Nord. En mars de 1938 il mène les divisions navarraises durant l'offensive d'Aragon. En décembre 1938, il dirigea le Corps d'Armée navarrais durant l'offensive de Catalogne et en mars de 1939 durant l'offensive finale de la guerre d'Espagne.